# József Takács
József Takács (ur. 30 czerwca 1904 w Budapeszcie, zm. 3 września 1983 tamże) – węgierski piłkarz występujący na pozycji napastnika, reprezentant Węgier w latach 1923–1933.

## Kariera klubowa
W trakcie kariery reprezentował kluby: Vasas SC, gdzie początkowo wystawiano go na pozycji bramkarza, Ferencvárosi TC, Szürketaxi FC oraz Soroksári AC.
Takács w barwach Ferencvárosi TC był trzykrotnie mistrzem Węgier w sezonach 1927/28, 1931/32 i 1933/34. Był skutecznym napastnikiem, pięciokrotnym królem strzelców Nemzeti Bajnokság I w sezonach 1925/26, 1927/28, 1928/29, 1929/30 oraz 1931/32. W 1928 roku został triumfatorem oraz królem strzelców Pucharu Mitropa. Ogółem w 355 spotkaniach węgierskiej ekstraklasy zdobył 360 goli. Daje to mu 4. miejsce na liście najskuteczniejszych strzelców NBI.

## Kariera reprezentacyjna
W reprezentacji narodowej zdobył 26 goli w 32 występach.

## Sukcesy

### Zespołowe
Ferencvárosi TC
- mistrzostwo Węgier: 1927/28, 1931/32, 1933/34
- Puchar Węgier: 1928, 1933
- Puchar Mitropa: 1928

### Indywidualne
- król strzelców Nemzeti Bajnokság I: 1925/26, 1927/28, 1928/29, 1929/30, 1931/32
- król strzelców Pucharu Mitropa: 1928
- Piłkarz roku na Węgrzech: 1924